# Cờ vua tại Đại hội Thể thao châu Á 2022
Cờ vua tại Đại hội Thể thao châu Á 2022 được tổ chức tại Phòng Cờ vua, toà nhà Trí Lực, Viện Cờ Hàng Châu thuộc Hàng Châu, Trung Quốc, từ ngày 24 tháng 9 đến ngày 7 tháng 10 năm 2023.

## Lịch thi đấu
| SL | Vòng sơ loại | CK | Chung kết |

| ND↓/Ngày →   | 24/9 CN | 25/9 Thứ 2 | 26/9 Thứ 3 | 27/9 Thứ 4 | 27/9 Thứ 4 | 28/9 Thứ 5 | 29/9 Thứ 6 | 30/9 Thứ 7 | 1/10 CN | 2/10 Thứ 2 | 3/10 Thứ 3 | 4/10 Thứ 4 | 5/10 Thứ 5 | 6/10 Thứ 6 | 7/10 Thứ 7 |
| ------------ | ------- | ---------- | ---------- | ---------- | ---------- | ---------- | ---------- | ---------- | ------- | ---------- | ---------- | ---------- | ---------- | ---------- | ---------- |
| Cá nhân Nam  | SL      | SL         | SL         | SL         | CK         |            |            |            |         |            |            |            |            |            |            |
| Đồng đội Nam |         |            |            |            |            |            | SL         | SL         | SL      | SL         | SL         | SL         | SL         | SL         | CK         |
| Cá nhân Nữ   | SL      | SL         | SL         | SL         | CK         |            |            |            |         |            |            |            |            |            |            |
| Đồng đội Nữ  |         |            |            |            |            |            | SL         | SL         | SL      | SL         | SL         | SL         | SL         | SL         | CK         |

## Quốc gia tham dự
Tổng cộng có 142 vận động viên đến từ 21 quốc gia tranh tài môn cờ vua tại Đại hội Thể thao châu Á 2022:
- Bangladesh (5)
- Trung Quốc (8)
- Đài Bắc Trung Hoa (2)
- Hồng Kông (10)
- Ấn Độ (10)
- Indonesia (7)
- Iran (6)
- Nhật Bản (2)
- Kazakhstan (10)
- Kyrgyzstan (2)
- Kuwait (5)
- Mông Cổ (10)
- Philippines (10)
- Qatar (10)
- Singapore (1)
- Sri Lanka (1)
- Hàn Quốc (10)
- Thái Lan (8)
- UAE (5)
- Uzbekistan (10)
- Việt Nam (10)

## Danh sách huy chương
| Nội dung     | Vàng                                                                                                  | Bạc                                                                                         | Đồng |
| ------------ | --- | ------------------------------------------------------------------------------------------- | --- |
| Cá nhân Nam  | Vi Dịch · Trung Quốc                                                                                  | Nodirbek Abdusattorov · Uzbekistan                                                          | Javokhir Sindarov · Uzbekistan                                                                                         |
| Đồng đội Nam | Iran · Bardiya Daneshvar · Pouya Idani · Parham Maghsoodloo · Amirreza Pouraghabala · Amin Tabatabaei | Ấn Độ · Gukesh D · Arjun Erigaisi · Vidit Gujrathi · Pentala Harikrishna · R Praggnanandhaa | Uzbekistan · Nodirbek Abdusattorov · Javokhir Sindarov · Jakhongir Vakhidov · Shamsiddin Vokhidov · Nodirbek Yakubboev |
| Cá nhân Nữ   | Chu Cẩm Nhĩ · Trung Quốc                                                                              | Umida Omonova · Uzbekistan                                                                  | Hầu Dật Phàm · Trung Quốc                                                                                              |
| Đồng đội Nữ  | Trung Quốc · Hầu Dật Phàm · Đàm Trung Di · Trạch Mặc · Chu Cẩm Nhĩ                                    | Ấn Độ · Vantika Agrawal · Savitha Shri B · Harika Dronavalli · Humpy Koneru · R Vaishali    | Kazakhstan · Zhansaya Abdumalik · Bibissara Assaubayeva · Meruert Kamalidenova · Alua Nurmanova · Dinara Saduakassova  |

## Bảng tổng sắp huy chương
| Hạng               | Đoàn               | Vàng | Bạc | Đồng | Tổng số |
| ------------------ | ------------------ | ---- | --- | ---- | ------- |
| 1                  | Trung Quốc (CHN)   | 3    | 0   | 1    | 4       |
| 2                  | Iran (IRN)         | 1    | 0   | 0    | 1       |
| 3                  | Uzbekistan (UZB)   | 0    | 2   | 2    | 4       |
| 4                  | Ấn Độ (IND)        | 0    | 2   | 0    | 2       |
| 5                  | Kazakhstan (KAZ)   | 0    | 0   | 1    | 1       |
| Tổng số (5 đơn vị) | Tổng số (5 đơn vị) | 4    | 4   | 4    | 12      |